# (18499) Showalter
(18499) Showalter est un astéroïde de la ceinture principale aréocroiseur.

## Description
(18499) Showalter est un astéroïde aréocroiseur. Il présente une orbite caractérisée par un demi-grand axe de 2,39 UA, une excentricité de 0,35 et une inclinaison de 4,3° par rapport à l'écliptique.

## Compléments